# An die Freude
An die Freude (Til glæden) er en ode skrevet i 1785 af den tyske digter og dramatiker Friedrich Schiller. Den er kendt, fordi Beethoven satte musik til den i sin 9. symfoni, komponeret i 1823.
An die Freude blev Europas hymne af Europarådet i 1972 med et arrangement for orkester  af Herbert von Karajan.
EF valgte den som EF's hymne i 1985. I EU's forfatningstraktat foreslået af konventet i 2003 og vedtaget 18. juni 2004 valgte Den Europæiske Union Beethovens musik til oden som EU's nationalhymne; den fremføres nu oftest uden tekst på grund af de mange forskellige sprog i unionen.